# Final Fantasy X
Final Fantasy X là một trò chơi điện tử nhập vai do Square (nay là Square Enix) phát triển và phát hành. Sản phẩm là phần thứ mười của dòng chính Final Fantasy. Game phát hành lần đầu vào năm 2001 cho hệ máy PlayStation 2 và sau này được tái phát hành với tựa Final Fantasy X/X-2 HD Remaster cho hệ máy PlayStation 3 và PlayStation Vita (2013), PlayStation 4 (2015), Microsoft Windows (2016), Nintendo Switch và Xbox One (2019). Trò chơi này đánh dấu sự chuyển biến về mặt đồ họa của loạt trò chơi Final Fantasy từ phông nền kết xuất trước thành không gian ba chiều. Final Fantasy X cũng là game đầu tiên trong series có lồng tiếng. Trò chơi có sự thay thế hệ thống Active Time Battle (ATB) bằng hệ thống mới Conditional Turn-Based Battle (CTB). Game cũng sử dụng một hệ thống nâng cấp sức mạnh mới gọi là "Sphere Grid".
Trò chơi chọn bối cảnh ở một thế giới giả tưởng tên là Spira, lấy cảm hứng từ Australasia, Thái Lan và Nhật Bản. Cốt truyện của game xoay quanh một nhóm nhân vật thích phiêu lưu mạo hiểm và họ có nhiệm vụ đánh bại một con quái vật điên cuồng được gọi là "Sin". Nhân vật người chơi là Tidus, một cầu thủ blitzball phát hiện ra mình đang ở Spira sau khi thành phố quê hương Zanarkand bị Sin phá huỷ. Không lâu sau khi đến Spira, Tidus nhập hội với triệu hồi sư Yuna đang trên đường hành hương để tiêu diệt Sin.
Việc phát triển Final Fantasy X bắt đầu từ năm 1999, với ngân sách hơn 32.3 triệu đô la Mỹ (49.6 triệu đô la Mỹ vào năm 2019) cùng một đội ngũ sản xuất gồm hơn 100 người. Final Fantasy X này là game đầu tiên trong dòng chính không được Uematsu Nobuo soạn nhạc toàn bộ mà có thêm sự hỗ trợ của Hamauzu Masashi và Nakano Junya. Sản phẩm là một thành công cả về phê bình lẫn thương mại, xuất xưởng hơn 8.5 triệu bản PlayStation 2 trên toàn thế giới. Trò chơi được xem là một trong những trò chơi điện tử hay nhất mọi thời đại. Vào ngày 13 tháng 3 năm 2003, game ra mắt phần nối tiếp là Final Fantasy X-2 khiến nó trở thành game Final Fantasy đầu tiên có phần tiếp theo.

## Lối chơi
Giống như những phần trước trong series, Final Fantasy X được thể hiện ở góc nhìn người thứ ba. Người chơi trực tiếp điều khiển nhân vật chính Tidus đi dạo trong thế giới để tương tác với vật thể và con người. Tuy nhiên, game vẫn có điểm khác so với các phần Final Fantasy trước đây là bản đồ thế giới và bản đồ thị trấn đã kết hợp hoàn toàn, với địa hình, địa vật bên ngoài thành phố kết xuất theo tỉ lệ bản đồ. Khi Tidus khám phá thế giới, anh đụng độ với kẻ địch một cách ngẫu nhiên. Mỗi lần gặp phải kẻ thù, môi trường sẽ chuyển sang một khu vực trận chiến theo lượt. Tại đó, nhân vật người chơi và kẻ thù phải đợi đến lượt của mình để tấn công.
Lối chơi của Final Fantasy X khác những phần Final Fantasy trước đây ở sự thiếu hụt bản đồ overworld góc nhìn từ trên xuống (top-down perspective). Những phần trước đều có một bản đồ thu nhỏ mô tả những khu vực mở rộng giữa các thị trấn và địa điểm riêng biệt khác để sử dụng cho chuyến hành trình dài. Trong Final Fantasy X, hầu như tất cả khu vực về cơ bản là liền mạch và không bao giờ biến mất khỏi bản đồ thế giới. Các liên kết khu vực hầu hết là tuyến tính, tạo nên một con đường đơn lẻ xuyên qua các khu vực của game. Về cuối trò chơi, người chơi có thể sử dụng tàu bay để di chuyển nhanh hơn trong thế giới Spira. Tương tự như các phần trước trong loạt trò chơi, Final Fantasy X có nhiều minigame, đáng chú ý nhất là môn thể thao giả tưởng dưới nước "blitzball".

### Hệ thống chiến đấu

Một trận đánh trùm điển hình hiển thị trên màn hình trước mặt (HUD) để minh họa thông tin trận chiến

Final Fantasy X giới thiệu hệ thống Conditional Turn-Based Battle (CTB) thay thế cho hệ thống Active Time Battle (ATB) truyền thống của loạt trò chơi vốn được sử dụng lần đầu trong Final Fantasy IV. Trong khi khái niệm ATB có chứa các yếu tố thời gian thực (real-time) thì hệ thống CTB là một dạng đánh theo lượt (turn-based), mà người chơi có thể tạm dừng trận đấu trong mỗi lượt. Do đó, thiết kế CTB cho phép người chơi lựa chọn hành động mà không bị áp lực về mặt thời gian. Phía trên bên phải màn hình là dòng thời gian chứa thông tin chi tiết về việc nhân vật nào sẽ là người nhận lượt tiếp theo, và cách mà nhiều hành động khác nhau được thực hiện sẽ ảnh hưởng đến thứ tự lượt tiếp theo như thế nào. Thứ tự của lượt có thể chịu ảnh hưởng bởi một số loại thần chú, món đồ và hiệu ứng trạng thái đang niệm lên nhân vật được điều khiển hoặc kẻ thù. Người chơi có thể điều khiển tới ba nhân vật trong trận đấu, mặc dù hệ thống chuyển đổi cho phép người chơi có thể thay thế nhân vật đang điều khiển với nhân vật hiện có trong nhóm bất cứ lúc nào. "Limit Break" là những đòn đánh đặc biệt có sát thương cao, tái xuất hiện trong Final Fantasy X với cái tên "Overdrive". Hầu hết các chiêu thức "Overdrive" đều có tính tương tác, yêu cầu người chơi phải thao tác nhiều với nút bấm để phát huy hết hiệu quả. "Overdrive" ban đầu được mặc định là sẽ kích hoạt khi người chơi nhận một lượng sát thương đáng kể. Sau này người chơi có thể thay đổi yêu cầu để giải phóng "Overdrive".
Final Fantasy X có sự đại tu hệ thống triệu hồi so với những phần trước của loạt trò chơi. Trong những phần Final Fantasy cũ, khi một sinh vật triệu hồi xuất hiện, chúng sẽ thực hiện một hành động rồi sau đó biến mất. Còn sinh vật triệu hồi trong Final Fantasy X (được gọi là "Aeon") thì lại xuất hiện và thay thế hoàn toàn nhóm nhân vật trong trận đánh. Aeon sẽ chiến đấu trong vị trí của các nhân vật cho tới khi hạ gục kẻ thù, hoặc bản thân chúng bị đánh bại, hoặc người chơi thải hồi chúng ra khỏi trận chiến. Bản thân aeon cũng có các thông số, tùy chọn lệnh, đòn đánh đặc biệt, thần chú, và "Overdrive" riêng. Người chơi nhận được 5 aeon trong quá trình chơi game nhưng có thể thu nhận thêm 3 aeon sau khi hoàn thành nhiệm vụ phụ.

### Hệ thống Sphere Grid
Như những phần cũ trong loạt trò chơi, người chơi có cơ hội phát triển và cải thiện nhóm nhân vật thông qua việc đánh bại kẻ thù và kiếm món đồ. Dù vậy, Final Fantasy X không còn hệ thống điểm kinh nghiệm truyền thống mà thay thế bằng một hệ thống mới gọi là "Sphere Grid". Các nhân vật nhận thay vì tăng thêm thông số đã định sẵn mỗi khi lên cấp thì họ lại nhận được một "sphere level" sau khi thu thập đủ điểm khả năng (Ability Point - AP). Sphere level cho phép người chơi di chuyển xung quanh Sphere Grid, một bảng kỹ năng được thiết kế sẵn có các điểm nút nối liền nhau chứa nhiều loại thông số và kỹ năng khác nhau. "Sphere" là món đồ được sử dụng để mở khóa các điểm nút cho những nhân vật được chọn.
Hệ thống Sphere Grid cũng cho phép người chơi tùy chỉnh nhân vật trái ngược hẳn với vai trò ban đầu của họ. Chẳng hạn như người chơi có thể thay đổi vai trò gốc của Yuna từ một pháp sư trắng trở thành nguồn sát thương vật lý, còn Auron thì từ một kiếm sĩ trở thành một healer. Phiên bản International và PAL của game còn bao gồm một phiên bản "Expert" không bắt buộc của Sphere Grid. Trong những bản này, tất cả các nhân vật bắt đầu ở giữa bảng kỹ năng và có thể đi theo bất cứ con đường nào người chơi chọn. Đổi lại, bảng kỹ năng Expert có tổng số điểm nút ít hơn nên tổng thông số có thể nâng cấp trong trò chơi cũng bị giảm theo.

### Blitzball
Blitzball là một minigame đòi hỏi chiến lược và chiến thuật. Nó là môn thể thao dưới nước được chơi trong một quả cầu nước lớn lơ lửng, vây quanh là khán đài với lượng người xem đông đảo. Người chơi điều khiển một nhân vật tại thời điểm mà họ đang bơi trong quả cầu và ra lệnh cho họ thực hiện các động tác như chuyền, tắc bóng và dứt điểm. Minigame này giống game chính ở chỗ người chơi điều khiển nhân vật di chuyển trong một khu vực cho tới khi bị kẻ địch chặn lại. Trong trường hợp này thì kẻ địch là thành viên của đội bóng đối phương. Hiệu ứng trạng thái cũng có thể xuất hiện trong minigame vì mỗi người chơi có thể học kỹ thuật tương đương với kỹ năng trong game chính.
Blitzball được giới thiệu ngay từ đầu trò chơi, trong một phân cảnh mà nhân vật chính Tidus được mô tả là một ngôi sao blitzball. Nó là minigame duy nhất đóng một vai trò trong toàn bộ cốt truyện. Bởi lẽ, blitzball là một phần quan trọng góp phần xây dựng nên hình tượng nhân vật Tidus. Ngoài ra, nhân vật phản diện chính của game là Sin cũng xuất hiện lần đầu trong phân cảnh blitzball. Không giống như các minigame khác, blitzball có tính bắt buộc trong giai đoạn đầu trò chơi nhưng về sau, người chơi có thể chọn tùy ý.

## Tổng quan

### Bối cảnh
Final Fantasy X lấy bối cảnh ở một thế giới giả tưởng tên là Spira. Thế giới này bao gồm một vùng đại lục rộng lớn được chia thành ba tiểu lục địa, bao quanh chúng là những quần đảo nhiệt đới nhỏ. Spira có khí hậu đa dạng: quần đảo Besaid và Kilika là khí hậu nhiệt đới, vùng Mi'ihen là ôn đới, khu vực Macalania và Núi Gagazet thì là hàn đới. Khác với thế giới chủ yếu theo phong cách châu Âu ở những phần Final Fantasy trước, Spira lấy hình mẫu gần gũi với khu vực Đông Nam Á, đặc biệt là thảm thực vật, địa hình, kiến trúc và tên địa danh.
Ở thế giới Spira, cư dân chủ yếu là con người nhưng vẫn có sự hiện diện của nhiều chủng tộc khác. Trong số đó có Al Bhed, một nhóm người có nền khoa học kỹ thuật tiên tiến nhưng bị tước quyền công dân, đặc điểm nhận diện họ là đôi mắt màu xanh lục và sử dụng loại ngôn ngữ độc đáo. Chủng tộc Guado có diện mạo ít giống con người hơn, họ có những ngón tay dài thòng và sống ở trên cây. Những chủng tộc ít giống con người khác bao gồm tộc Ronso có vẻ ngoài giống sư tử và tộc Hypello nhìn giống như ếch. Một tập hợp con của các chủng loài có tri giác khác là "vong linh" (unsent), họ là linh hồn của những người đã khuất nhưng có ý chí mạnh mẽ nên vẫn tiếp tục tồn tại ở dạng vật chất. Tại Spira, những vong linh nếu không được triệu hồi sư làm lễ cầu siêu tiễn đến thế giới bên kia là Farplane thì sẽ ghen tị với người sống và biến thành "ác quỷ" (fiend), những con quái vật mà người chơi sẽ gặp phải trong suốt trò chơi. Tuy nhiên, vong linh nếu vẫn còn quyến luyến với thế giới người sống thì có thể giữ được hình dạng con người của họ. Spira có hệ động vật phong phú, ngoài những động vật dựa trên thế giới thực như mèo, chó, chim và bướm thì thế giới giả tưởng này còn có loài lưỡng cư khổng lồ gọi là shoopuf (có hình dáng như một con voi). Sinh vật có hình dáng như đà điểu Emu là chocobo cũng xuất hiện ở thế giới này.

### Nhân vật
Có 7 nhân vật chính có thể chơi được trong Final Fantasy X. Đầu tiên là Tidus, anh là một thiếu niên lạc quan và là ngôi sao blitzball đến từ Zanarkand. Sau khi giao chiến với sinh vật khổng lồ có hình dáng như cá voi là Sin, anh bị dịch chuyển đến Spira và muốn tìm đường trở về nhà. Để làm được điều đó, anh phải nhập hội với Yuna, một triệu hồi sư đang trên đường chinh phục Aeon cuối cùng (Final Aeon) nhằm đánh bại Sin. Đồng hành với họ gồm có: Kimahri Ronso, Wakka và Lulu. Kimahri là một chiến binh trẻ tuổi của bộ tộc Ronso, anh đã làm hộ vệ cho Yuna từ khi cô còn bé. Wakka là một cầu thủ blitzball có em trai bị Sin giết chết nên muốn diệt Sin để báo thù. Lulu là một pháp sư đen khắc kỷ có mối quan hệ thân thiết với Yuna và Wakka. Trên đường đi, nhóm gặp được Auron và ông đồng ý gia nhập với họ. Auron là một cựu tăng binh từng đồng hành với cả cha của Tidus và Yuna để đánh bại Sin 10 năm về trước. Một thời gian sau, nhóm thu nhận thêm Rikku, một cô gái người Al Bhed vênh váo và đồng thời là em họ của Yuna. Rikku cũng là người thân thiện đầu tiên mà Tidus gặp khi đến Spira.

### Cốt truyện
Trong lúc chờ đợi những người đồng đội ở tàn tích thành phố cổ Zanarkand, Tidus đã hồi tưởng lại những sự kiện dẫn đến hiện tại. Những sự kiện đó là những sự kiện xảy ra trong phần lớn cốt truyện của trò chơi. Câu chuyện bắt đầu tại cố hương của Tidus, nơi vốn là một siêu đô thị công nghệ cao thuộc thành phố Zanarkand. Tại nơi này, anh từng là cầu thủ blitzball nổi tiếng, đồng thời là con trai của Jecth, một huyền thoại blitzball. Khi Tidus đang thi đấu ở một giải blitzball, thành phố bất ngờ bị một sinh vật khổng lồ tấn công. Trong lúc chạy ra khỏi sân vận động, anh bắt gặp Auron, người nói với anh rằng sinh vật to lớn này là "Sin". Sin phá hủy toàn bộ Zanarkand và đưa cả Tidus cùng với Auron đến thế giới Spira.
Khi đến Spira, Tidus được nhóm thợ lặn người Al Bhed cứu khi anh đang giao chiến với một con quái vật. Họ giao tiếp với anh bằng một loại ngôn ngữ lạ lẫm mà anh không thể nào hiểu được. Trong số những người Al Bhed chỉ có mỗi Rikku là có thể nói chuyện với Tidus, cô tiết lộ với anh rằng Sin đã phá hủy Zanarkand từ 1000 năm về trước. Sau đó, Sin một lần nữa xuất hiện và tấn công nhóm, Tidus bị tách khỏi nhóm thợ lặn và trôi dạt đến hòn đảo nhiệt đới Besaid. Tại nơi này, anh gặp đội trưởng đội blitzball địa phương là Wakka và trình diễn kỹ thuật blitzball cho Wakka xem. Wakka sau đó giới thiệu Tidus với Yuna, một nữ triệu hồi sư trẻ tuổi chuẩn bị đi hành hương để chinh phục Aeon cuối cùng nhằm đánh bại Sin cùng với pháp sư ma thuật đen Lulu và thành viên bộ lạc Ronso là Kimahri. Cũng trong lúc đó, Tidus đồng ý gia nhập đội của Wakka để thi đấu tại giải blitzball sắp tới với hi vọng tìm ra đường trở về quê nhà. Cả nhóm quyết định sẽ đi khắp Spira để thu thập aeon, kháng cự lại những cuộc tấn công của Sin và "giống nòi" (offspring) của nó là sinspawn. Sau khi Wakka và Tidus từ bỏ giải đấu, Auron xuất hiện và đồng ý gia nhập nhóm. Ông thuyết phục Tidus hãy trở thành hộ vệ của Yuna, đồng thời tiết lộ rằng cha của Yuna là Chúa Braska và cha của Tidus từng cùng ông thực hiện cuộc hành hương tương tự để đánh bại Sin 10 năm về trước. Tidus từng nghĩ rằng cha anh chết trên biển 10 năm về trước nhưng Auron nói riêng với Tidus rằng Jecth hiện tại đã hóa thành Sin. Khi nhóm Yuna tiếp tục cuộc hành hương của họ, Tidus gặp lại Rikku. Cả nhóm sau đó biết rằng Rikku chính là em họ của Yuna.
Cả nhóm sau đó du hành đến thành phố Guadosalam. Thủ lĩnh của người Guado là Seymour Guado đã cầu hôn Yuna, thề rằng mối quan hệ này sẽ làm dịu đi nỗi đau của toàn thể Spira. Tại đền Macalania, nhóm tình cờ phát hiện ra thông điệp từ linh hồn của cha Seymour là Chúa Jyscal. Ông tuyên bố rằng ông bị chính nghịch tử của mình ám sát, đồng thời tố giác rằng Seymour đang có ý định hủy diệt cả Spira. Nhóm tái hợp lại với Yuna và giết chết Seymour trong trận chiến. Ngay sau đó, Sin xuất hiện tấn công chia cắt Yuna với cả nhóm, làm cho những thành viên khác trôi dạt đến đảo Bikanel. Trong khi tìm kiếm Yuna tại khu định cư của người Al Bhed trên hòn đảo, Tidus suy sụp tinh thần khi phát hiện ra sự thật đau lòng rằng các triệu hồi sư sẽ chết sau khi triệu hồi Aeon cuối cùng. Điều này làm anh muốn tìm cách đánh bại Sin nhưng vẫn giữ Yuna sống sót. Yuna được nhóm tìm thấy ở Bevelle, nơi cô đang bị cưỡng ép kết hôn với vong linh của Seymour. Họ phá đám cưới sau khi nghe Seymour tiết lộ kế hoạch trở thành Sin với sự hợp tác bất đắc dĩ của Yuna. Cả nhóm đánh bại Seymour lần thứ hai và trốn thoát cùng Yuna. Kể từ đoạn này, họ bắt đầu cuộc hành trình đến thành phố cổ Zanarkand, như đã đề cập ở phần giới thiệu.
Không lâu trước khi đến tàn tích Zanarkand, Tidus biết rằng chính anh, Jecth và Zarnakand mà họ từng biết thực chất đều là những thực thể được triệu hồi giống như aeon. Từ thời xa xưa, Zanarkand đã giao chiến với Bevelle trong cuộc chiến tranh machina. Kết quả cuối cùng là thế hệ tiền nhân của Zanarkand bị đánh bại. Những người Zanarkand còn sống sót đã trở thành "fayth" để họ có thể sử dụng ký ức về Zanarkand nhằm tái tạo lại thành phố mới trong tâm tưởng của họ, tách biệt với thực tại của Spira. Thành phố do fayth triệu hồi được gọi là "Dream Zanarkand". Sau 1000 năm, fayth dần trở nên kiệt sức để có thể duy trì Dream Zanarkand nhưng không thể dừng lại do tác động của Sin.
Khi nhóm đặt chân đến Zanarkand, họ gặp triệu hồi sư đầu tiên đánh bại Sin là Yunalesca. Bà hiện hữu ở dạng vong linh và nói với nhóm rằng Aeon cuối cùng sẽ là fayth của một người thân thiết nhất với triệu hồi sư. Sau khi đánh bại Sin, Aeon cuối cùng sẽ giết triệu hồi sư và trở thành Sin mới, chu kỳ tái thế của Sin cứ thế mà tiếp diễn. Yuna quyết định cự tuyệt việc triệu hồi Aeon cuối cùng do cảm thấy việc này hóa ra là sự hi sinh vô nghĩa và thực tế là Sin vẫn sẽ tái sinh. Yunalesca thất vọng trước sự kiên quyết của nhóm nên cố tiêu diệt bọn họ nhưng thất bại và biến mất, chấm dứt luôn hi vọng triệu hồi Aeon cuối cùng từ trước tới giờ.
Sau cuộc chiến, cả nhóm phát hiện ra rằng Yu Yevon chính là kẻ đứng đằng sau chu kỳ tái thế của Sin. Yu Yevon là vị thần trong tôn giáo Yevon và cũng từng là triệu hồi sư ở Zanarkand trước khi đánh mất đi nhân tính và tâm trí. Nhờ phát hiện này mà cả nhóm quyết định thâm nhập vào cơ thể Sin để tìm Yu Yevon. Bên trong Sin, nhóm lại bắt gặp vong linh của Seymour thêm một lần nữa. Seymour đã bị Sin hấp thụ và anh có ý định kiểm soát nó từ bên trong. Yuna đánh bại anh và làm lễ tiễn anh đến Farplane. Không lâu sau đó, nhóm tiến đến lõi của Sin và chiến đấu với linh hồn Jecth đang bị giam cầm. Sau khi vật chủ của Sin bị đánh bại, nhóm của Tidus tiêu diệt luôn cả Yu Yevon. Chu kỳ tái thế của Sin kết thúc, linh hồn của fayth ở Spira được giải thoát khỏi sự giam cầm. Auron đã tiết lộ mình là vong linh và sau đó được tiễn đến Farplane. Dream Zanarkand và Tidus đều biến mất khi tất cả fayth không còn mơ tưởng nữa. Sau đó, trong một bài phát biểu trước toàn thể Spira, Yuna bày tỏ quyết tâm tái thiết lại thế giới mà không còn Sin đe dọa. Trong một cảnh hậu danh đề, Tidus tỉnh dậy dưới nước. Anh bơi về phía mặt nước rồi màn hình mờ dần thành màu trắng.

## Phát triển
Việc phát triển Final Fantasy X bắt đầu vào năm 1999 với kinh phí là 4 tỉ yên (xấp xỉ 32,3 triệu đô la Mỹ hoặc 49,6 triệu đô la Mỹ vào năm 2022). Ê kíp phát triển trò chơi có hơn 100 người, đa phần là những người từng làm việc trong các phần trước của loạt trò chơi. Nhà điều hành sản xuất Sakaguchi Hironobu từng lo lắng về việc game chuyển đổi từ phông nền 2D sang 3D, có bổ sung lồng tiếng và thay đổi phong cách kể chuyện theo kiểu thời gian thực. Tuy nhiên, series Final Fantasy đã luôn đạt được thành công do nhóm phát triển không ngừng thử nghiệm những ý tưởng mới mẻ. Nhà sản xuất Kitase Yoshinori kiêm luôn vai trò đạo diễn chính của Final Fantasy X, còn việc chỉ đạo các sự kiện, bản đồ và trận chiến lần lượt do Toriyama Motomu, Nakazato Takayoshi và Tsuchida Toshiro chịu trách nhiệm. Quá trình phát triển kịch bản cho trò chơi kéo dài từ 3 đến 4 tháng, việc ghi âm giọng lồng tiếng cũng tiêu tốn khoảng thời gian tương tự. Nojima Kazushige cộng tác với Watanabe Daisuke, Toriyama và Kitase để viết kịch bản cho Final Fantasy X. Nojima đặc biệt quan tâm đến việc thiết lập mối quan hệ giữa người chơi và nhân vật chính. Vì vậy, ông cố gắng viết cốt truyện sao cho người chơi có thể trải nghiệm Spira một cách thấu đáo, cũng như càng hiểu thêm nhiều điều về thế giới này thông qua quan điểm và cách tường thật của Tidus.

### Ảnh hưởng

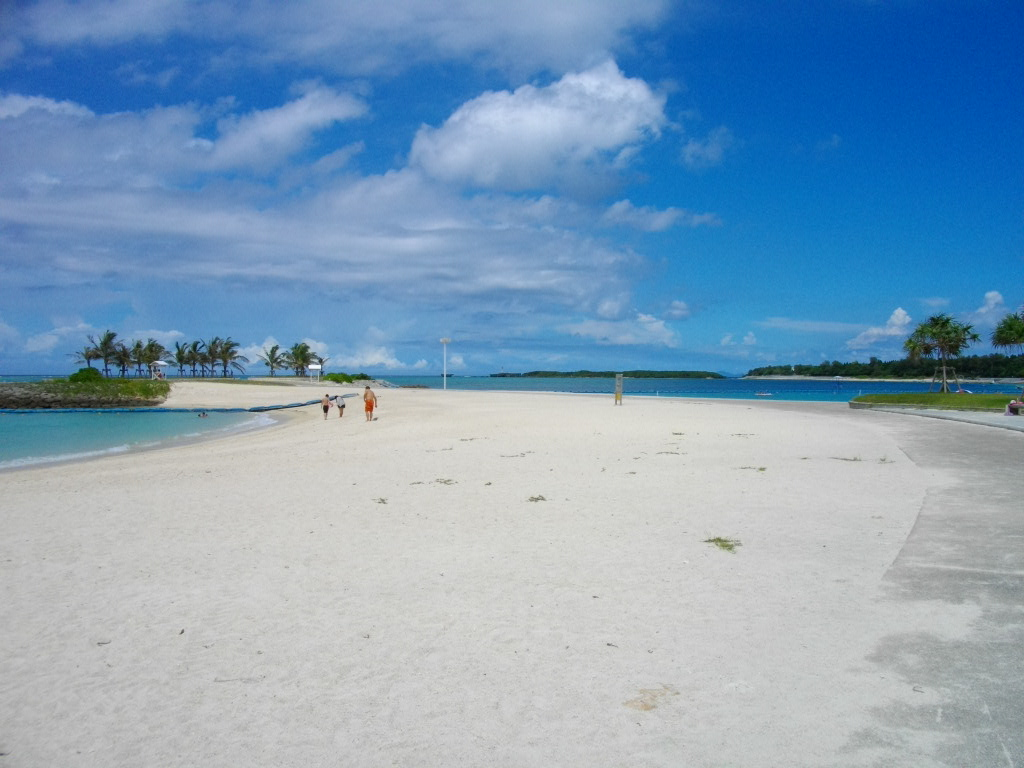
Nhóm phát triển quan tâm đến việc tạo cho trò chơi một nét tinh tế của vùng nhiệt đới. Bối cảnh của thế giới giả tưởng Spira phần nào đó dựa trên địa điểm như Okinawa ở miền nam Nhật Bản

Nhà thiết kế nhân vật Nomura Tetsuya xác định rằng Australasia, Thái Lan và Nhật Bản là những nơi có ảnh hưởng đến thiết kế văn hóa và địa lý của Spira, đặc biệt là vị trí địa lý của hai quần đảo giả tưởng Besaid và Kilika nằm ở phía nam. Ông cũng nói rằng Spira khác với thế giới của những phần Final Fantasy trước ở mức độ liên kết chặt chẽ giữa các chi tiết với nhau. Nomura đã nỗ lực hết sức để không quên điều này trong quá trình thiết kế. Kitase cảm thấy rằng nhóm phát triển sẽ không thể tiến bộ được nếu cứ mãi bám víu vào bối cảnh kỳ ảo Trung Cổ châu Âu. Trong lúc Kitase đang suy nghĩ về nhiều kiểu môi trường thế giới khác nhau thì Nojima gợi ý rằng nên chọn một thế giới kỳ ảo kết hợp các yếu tố châu Á.
Trưởng ban thiết kế nhân vật phụ là Nakashima Fumi đặt trọng tâm vào việc đảm bảo rằng các nhân vật đến từ những vùng miền và nền văn hóa khác nhau sẽ có đặc điểm riêng biệt trong phong cách trang phục của họ. Mục đích điều này là để cho người chơi dễ phân biệt nhân vật đó là thành viên của phân nhóm nào. Nakashima lấy ví dụ là nhóm người Al Bhed sẽ đeo mặt nạ và kính bảo hộ tạo cho họ vẻ bề ngoài "kỳ lạ và lập dị". Còn trang phục của tộc Ronso sẽ giúp họ chiến đấu dễ dàng trong trận chiến. Mối quan hệ giữa Tidus với cha mình là Jecht thì dựa trên "những câu chuyện xuyên suốt nhiều thời đại, chẳng hạn như truyền thuyết Hy Lạp cổ đại." Điều đáng chú ý là mối quan hệ cha con này cũng là yếu tố then chốt để đánh bại Sin.

### Thiết kế

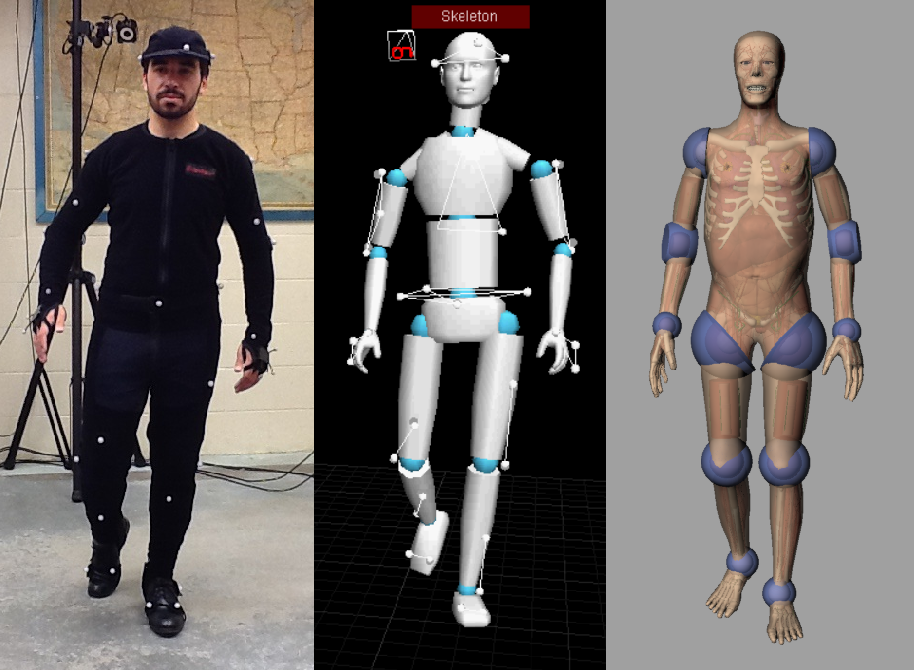
Final Fantasy X sử dụng tính năng ghi hình chuyển động như được thể hiện trong bức ảnh này

Final Fantasy X có sự đổi mới trong việc thể hiện biểu cảm của nhân vật, thông qua công nghệ ghi hình chuyển động và hoạt hình khung xương (skeletal animation). Kỹ thuật này cho phép họa sĩ diễn hoạt tạo cho nhân vật chuyển động môi như thật, sau đó lập trình lại để cho chuyển động khớp với giọng lồng tiếng trong game.
Đoạn cắt cảnh (cutscene) mà Tidus và Yuna hôn nhau là do Visual Works, công ty con của Square Enix phát triển. Nhiều người trong số dàn họa sĩ diễn hoạt không có kinh nghiệm với những cảnh lãng mạn. Giám đốc Visual Works là Ikumori Kazuyuki kể rằng các họa sĩ diễn hoạt đã xin ý kiến từ những nhân viên trẻ hơn, cũng như nhân viên nữ tại Square Enix. Cảnh này đã phải làm đi làm lại nhiều lần sau khi nhận hàng tá phản hồi rằng những bản thảo trước đó "không tự nhiên" và "không giống như thật".
Nojima tiết lộ rằng việc trò chơi đưa vào lồng tiếng giúp cho ông thể hiện cảm xúc nhân vật mãnh liệt hơn trước và nhờ đó, ông có thể làm cho tình tiết truyện trở nên đơn giản. Ông cũng nói rằng sự hiện diện của diễn viên lồng tiếng khiến cho ông phải sửa đổi kịch bản nhiều hơn, để cho tính cách của diễn viên lồng tiếng khớp với nhân vật mà họ thể hiện. Dù vậy, sự có mặt của lồng tiếng cũng gây ra một số khó khăn. Những đoạn cắt cảnh của Final Fantasy X được lập trình để phục vụ cho phiên bản lồng tiếng Nhật. Do đó, nhóm bản địa hóa tiếng Anh gặp khó khăn trong việc thiết lập đối thoại giữa các nhân vật theo định hướng tiếng Anh. Ngoài ra, họ còn gặp trở ngại trong việc vừa phải chỉnh sửa lời thoại của nhân vật theo nhịp điệu, vừa phải điều chỉnh cả chuyển động môi. Chuyên gia bản địa hóa Alexander O. Smith lưu ý rằng họ phải giữ cho tệp âm thanh được bản địa hóa trùng với thời lượng của bản gốc tiếng Nhật, nếu tệp mà dài hơn bản gốc thì game sẽ bị lỗi. Ông mô tả quá trình đưa giọng tiếng Anh nghe có vẻ tự nhiên vào trò chơi "giống như việc viết bốn hoặc năm bộ phim hoàn toàn bằng những câu thơ haiku [và] các diễn viên lồng tiếng dĩ nhiên phải diễn tốt hơn nữa trong sự gò bó này."
Trò chơi lúc đầu dự định là sẽ có yếu tố trực tuyến, được cung cấp thông qua dịch vụ PlayOnline của Square. Tuy nhiên, tính năng này bị loại bỏ trong quá trình sản xuất và mãi đến Final Fantasy XI mới có yếu tố trực tuyến. Chỉ đạo thiết kế bản đồ là Nakazato muốn bổ sung khái niệm bản đồ thế giới giống thực tế hơn so với bản đồ của các phần Final Fantasy truyền thống. Mục đích của việc này là để bản đồ tương thích với tính thực tế của nền 3D trong game, trái ngược với nền được kết xuất trước. Takai Shintaro chịu trách nhiệm chỉ đạo thiết kế đồ họa trận chiến, ông giải thích rằng ông muốn những trận chiến trong Final Fantasy X diễn ra như một phần tự nhiên của cốt truyện chứ không phải yếu tố biệt lập. Ông muốn việc kẻ thù đi lang thang có thể nhìn thấy trên bản đồ thực địa, người chơi có thể bước vào trận chiến một cách liền mạch và có quyền di chuyển xung quanh cảnh quan khi chạm trán kẻ thù. Dù vậy, những ý tưởng này không thể thực hiện do hạn chế về phần cứng. Thay vào đó, họ thỏa thuận là một số đoạn chuyển đổi từ cắt cảnh sang cảnh chiến đấu sẽ được thực hiện tương đối liền mạch, với việc bổ sung hiệu ứng làm mờ chuyển động sẽ xuất hiện vào cuối đoạn cắt cảnh. Việc mong muốn trò chơi có tính năng chuyển cảnh liền mạch cũng dẫn đến sự triển khai hệ thống triệu hồi mới có thể thấy trong game.
Chỉ đạo thiết kế trận chiến Tsuchida Toshiro từng chơi một số phần trong series Final Fantasy nên ông muốn tái tạo các yếu tố mà ông thấy thú vị hoặc mang tính giải trí. Điều này dẫn đến việc ông loại bỏ hệ thống Active Time Battle và thay vào đó là hệ thống tập trung nhiều hơn vào chiến thuật gọi là Conditional Turn-Based Battle. Về hệ thống Sphere Grid, Kitase giải thích rằng mục đích ông tạo ra nó là để cung cấp cho người chơi một phương tiện tương tác để tăng thuộc tính cho nhân vật, cũng như cho phép người chơi tận mắt quan sát sự phát triển của những thuộc tính đó.

### Âm nhạc
Final Fantasy X đánh dấu lần đầu tiên nhà soạn nhạc chính của series là Uematsu Nobuo được người khác hỗ trợ trong việc soạn nhạc nền cho một trò chơi thuộc loạt chính. Đồng nghiệp của Uematsu là Hamauzu Masashi và Nakano Junya. Hamauzu và Nakano được chọn soạn soundtrack vì họ có khả năng tạo ra âm nhạc khác với phong cách của Uematsu nhưng vẫn có thể hợp tác cùng nhau. PlayOnline.com ban đầu tiết lộ rằng ca khúc chủ đề của Final Fantasy X đã hoàn thành vào tháng 11 năm 2000. Khi Square vẫn chưa tiết lộ ai sẽ là người trình bày ca khúc này thì GameSpot đích thân hỏi Uematsu. Uematsu nói đùa rằng "Người đó sẽ là Rod Stewart."
Trò chơi có 3 bài nhạc có lời, bao gồm bản ballad J-Pop "Suteki da ne" (tên ở phiên bản tiếng Anh là "Isn't it Wonderful?"). Ca khúc này có phần nhạc do Uematsu soạn, còn phần lời thì do Nojima Kazushige viết. Ca sĩ dân ca Rikki là người thể hiện bài hát. Nhóm âm nhạc có cơ hội tiếp xúc với cô khi họ đang tìm kiếm một giọng ca có âm hưởng của vùng Okinawa. "Suteki da ne" cũng được trình bày bằng tiếng Nhật trong phiên bản tiếng Anh của Final Fantasy X. Tương tự như "Eyes on Me" của Final Fantasy VIII và "Melodies of Life" của Final Fantasy IX, "Suteki da ne" cũng có phiên bản dàn nhạc giao hưởng sử dụng như phần nhạc chủ đề kết thúc trò chơi. Các ca khúc khác bao gồm nhạc chủ đề mở đầu "Otherworld" do ca sĩ heavy metal Billy Muir hát lời tiếng Anh và bản nhạc lặp đi lặp lại "Hymn of the Fayth" sử dụng âm tiết tiếng Nhật.
Final Fantasy X Original Soundtrack có tổng cộng 91 soundtrack gốc kéo dài trên 4 đĩa. Nó được DigiCube phát hành lần đầu tại Nhật Bản vào ngày 1 tháng 8 năm 2001 và tái phát hành bởi Square Enix vào ngày 10 tháng 5 năm 2004. Vào năm 2002, Tokyopop phát hành phiên bản Bắc Mỹ của Final Fantasy X Original Soundtrack với tựa đề Final Fantasy X Official Soundtrack, bao gồm 17 bài hát từ album gốc trên một đĩa đơn. DigiCube cũng phát hành các CD liên quan khác bao gồm feel / Go dream: Yuna & Tidus vào ngày 11 tháng 10 năm 2001. feel / Go dream: Yuna & Tidus là đĩa mở rộng có các bản nhạc dựa trên tính cách của Tidus và Yuna. Hợp tuyển Piano Collections Final Fantasy X và tuyển tập Final Fantasy X Vocal Collection đều phát hành tại Nhật Bản vào năm 2002.
Ban nhạc The Black Mages do Uematsu Nobuo làm trưởng nhóm đã chuyển soạn 3 bản nhạc trong Final Fantasy X theo phong cách nhạc rock. Những bản nhạc đó bao gồm "Fight With Seymour", "Otherworld" và "The Skies Above". "Fight With Seymour" nằm trong album cùng tên với nhóm nhạc phát hành năm 2003, còn "Otherworld" và "The Skies Above" đều nằm trong album The Skies Above xuất bản vào năm 2004. Uematsu tiếp tục diễn tấu một số bản nhạc tại chuỗi hòa nhạc Dear Friends: Music from Final Fantasy. Âm nhạc của Final Fantasy X còn xuất hiện trong nhiều buổi hòa nhạc chính thức và album lưu lại những buổi hòa nhạc được phát sóng trực tiếp, chẳng hạn như 20020220 Music from Final Fantasy. Thêm vào đó, Dàn nhạc giao hưởng Hoàng gia Stockholm cũng diễn tấu bản nhạc "Swing de Chocobo" tại tour hòa nhạc Distant Worlds - Music from Final Fantasy, trong khi Dàn nhạc giao hưởng Tân Nhật Bản thì biểu diễn bản nhạc "Zanarkand" trong series hòa nhạc Tour de Japon: Music from Final Fantasy. Những nhóm nhạc như Project Majestic Mix đã chuyển soạn một số bản nhạc trong Final Fantasy X. Mặc dù sản phẩm của họ là nhạc độc lập nhưng vẫn được cấp phép chính thức. Các tuyển tập trên cũng xuất hiện trên những album remix tiếng Nhật, chúng được gọi là nhạc dojin và có xuất hiện trên cả những trang web remix tiếng Anh.

## Các phiên bản và sản phẩm ăn theo
Phiên bản tiếng Nhật của Final Fantasy X có tặng kèm một đĩa bổ sung với tựa đề "The Other Side of Final Fantasy". Đĩa chứa nội dung của các cuộc phỏng vấn, kịch bản phân cảnh lẫn trailer cho 2 game Blue Wing Blitz, Kingdom Hearts và phim Final Fantasy: The Spirits Within, cũng như footage đầu tiên của Final Fantasy XI. Final Fantasy X đã phát hành phiên bản quốc tế tại Nhật Bản với tên gọi Final Fantasy X International vào tháng 1 năm 2002, còn phát hành ở khu vực PAL thì giữ nguyên tên gốc. Phiên bản International có nội dung không có trong phiên bản NTSC gốc, bao gồm việc người chơi có thể giao chiến với "Dark Aeon" (phiên bản bóng tối của Aeon) và siêu trùm "Penance". Bản phát hành Final Fantasy X International tại Nhật Bản cũng bao gồm "Eternal Calm", một video clip dài 14 phút kết nối cốt truyện của Final Fantasy X với phần Final Fantasy X-2 kế tiếp. Video clip này cũng xuất hiện trong DVD đi kèm với Unlimited Saga Collector's Edition dưới cái tên Eternal Calm, Final Fantasy X-2: Prologue. Final Fantasy X-2: Prologue phát hành lần đầu tại Châu Âu vào ngày 31 tháng 10 năm 2003 và có thuyết minh tiếng Anh.
Phiên bản quốc tế và PAL bao gồm một DVD tặng kèm có tên Beyond Final Fantasy. DVD này ghi lại nội dung của cuộc phỏng vấn với các nhà phát triển trò chơi cùng với hai diễn viên lồng tiếng cho phiên bản tiếng Anh: James Arnold Taylor trong vai Tidus và Hedy Burress trong vai Yuna. Đĩa cũng có đoạn trailer cho Final Fantasy X và Kingdom Hearts, thư viện lưu trữ tranh vẽ quảng bá và khái niệm của trò chơi, cùng với một video âm nhạc "Suteki da ne" do Rikki thực hiện. Vào năm 2005, một tuyển tập gồm Final Fantasy X và Final Fantasy X-2 được phát hành tại Nhật Bản với tên gọi Final Fantasy X/X-2 Ultimate Box.
Square cũng sản xuất nhiều loại sản phẩm ăn theo và một số quyển sách. Những tác phẩm đó bao gồm The Art of Final Fantasy X và series sách tranh vẽ/hướng dẫn chiến lược Ultimania do DigiCube xuất bản tại Nhật Bản. Chúng có đề cập đến những tranh vẽ gốc của Final Fantasy X, cung cấp chỉ dẫn tường tận (walkthrough) về lối chơi, khai mở cho người chơi hiểu thêm nhiều khía cạnh về mạch cốt truyện trong game và giới thiệu một số cuộc phỏng vấn với các nhà thiết kế trò chơi. Bộ Ultimania có ba cuốn: Final Fantasy X Scenario Ultimania, Final Fantasy X Battle Ultimania và Final Fantasy X Ultimania Ω. Vào ngày 18 tháng 12 năm 2012, Final Fantasy X được tái phát hành như một phần của bộ sưu tập Final Fantasy 25 Anniversary Ultimate Box.

### HD Remaster
Vào ngày 13 tháng 9 năm 2011, Square Enix thông báo rằng Final Fantasy X sẽ phát hành lại với độ phân giải cao cho PlayStation 3 và PlayStation Vita nhân dịp kỷ niệm 10 năm của trò chơi. Vào tháng 1 năm 2012, việc sản xuất phiên bản cải tiến (remaster) đã bắt đầu. Nhà sản xuất Kitase Yoshinori một lần nữa tham gia vào quá trình sản xuất với mong muốn cải thiện chất lượng của game. Vào ngày 18 tháng 2 năm 2013, footage đầu tiên của phiên bản Final Fantasy X HD cho nền tảng PlayStation Vita đã được phát hành, thể hiện hình mẫu HD của Tidus, Yuna, Bahamut và Yojimbo. Vào ngày 19 tháng 3, Final Fantasy X đã xác nhận rằng phiên bản PS3 của nó cũng sẽ bao gồm cả phần X-2 được cải tiến ở định dạng HD. Hai trò chơi được cải tiến HD cho nền tảng PS3 sẽ phát hành với tựa Final Fantasy X/X-2 HD Remaster trên cùng một đĩa blu-ray. Còn trên nền tảng Vita, hai trò chơi đã phải bán riêng rẽ. Các phiên bản có thể tải về đều có hiệu lực ở cả hai hệ máy. Square Enix khởi động trang web chính thức cho hai tựa game HD làm lại vào tháng 3 năm 2013. Phiên bản HD Remaster chứa tất cả nội dung có thể tìm thấy ở phiên bản International, bao gồm Eternal Calm và Last Mission.
Trong buổi họp báo PlayStation chi nhánh Trung Quốc diễn ra tại Thượng Hải vào ngày 11 tháng 12 năm 2014, Square Enix xác nhận rằng Final Fantasy X/X-2 HD Remaster sẽ phát hành cho PlayStation 4 vào mùa xuân năm 2015. Phiên bản cho nền tảng PS4 phát hành tại Bắc Mỹ vào ngày 12 tháng 5; ở Úc và Nhật Bản vào ngày 14 tháng 5; ở châu Âu vào ngày 15 tháng 5 năm 2015. Nó bao gồm đồ họa nâng cao ở chế độ full HD (1080p), có thể tùy chọn nhạc nền cho trò chơi là bản gốc hay bản chuyển soạn, ngoài ra còn cho phép người dùng chuyển tệp đã lưu từ phiên bản PS3 hoặc Vita sang. Vào ngày 12 tháng 5 năm 2016, HD Remaster có thể chơi trên nền tảng Microsoft Windows thông qua Steam. Trên nền tảng này, trò chơi có tính năng tự động lưu, 5 ứng dụng tăng tốc game, tùy chọn bỏ qua FMV/phim ảnh, hỗ trợ độ phân giải 4K, cài đặt âm thanh và tùy chọn đồ họa. Phiên bản dành cho Nintendo Switch và Xbox One được phát hành vào ngày 16 tháng 4 năm 2019.

## Đón nhận

### Doanh số
Square dự kiến trò chơi sẽ bán được ít nhất hai triệu bản trên toàn thế giới do lượng người hâm mộ PlayStation 2 vào thời điểm đó có sự suy giảm. Dự kiến này tính ra là thấp hơn so với ba phần Final Fantasy phát hành gần nhất. Tuy nhiên, chỉ trong vòng bốn ngày kể từ khi phát hành tại Nhật Bản, trò chơi đã bán được hơn 1,4 triệu bản trong các đơn đặt hàng trước, khiến nó lập kỷ lục là game nhập vai console bán nhanh nhất. Những con số này vượt quá thành tích của Final Fantasy VII và IX cũng trong khoảng thời gian đó, và Final Fantasy X trở thành game PlayStation 2 đầu tiên đạt hai triệu và bốn triệu bản bán ra. Vào tháng 10 năm 2007, tác phẩm xếp ở vị trí thứ 8 trong danh sách trò chơi bán chạy nhất của PlayStation 2. Final Fantasy X bán được hơn 2,26 triệu bản chỉ riêng tại Nhật Bản trong năm 2001 và 6,6 triệu bản trên toàn thế giới vào tháng 1 năm 2004. Đến tháng 7 năm 2006, game bán được 2,3 triệu bản và thu về 95 triệu đô la Mỹ (120 triệu đô la Mỹ vào năm 2019). Tạp chí Next Generation xếp Final Fantasy X là trò chơi bán chạy thứ 11 được phát hành cho PlayStation 2, Xbox hoặc GameCube từ tháng 1 năm 2000 đến tháng 7 năm 2006 tại thị trường Hoa Kỳ. Tính đến tháng 3 năm 2013, game đã xuất xưởng hơn 8,5 triệu bản cho nền tảng PS2 trên toàn thế giới. Vào năm 2017, phiên bản PS2 của trò chơi bán được hơn 8 triệu bản trên toàn thế giới.
Phiên bản "Ultimate Hits" của Final Fantasy X phát hành vào tháng 9 năm 2005 đã bán được hơn 131.000 bản tại Nhật Bản vào cuối năm 2006. Vào tháng 10 năm 2013, Square Enix thông báo rằng Final Fantasy X và phần nối tiếp là Final Fantasy X-2 đã cùng bán được hơn 14 triệu bản trên toàn thế giới ở nền tảng PlayStation 2.

### Phê bình
Final Fantasy X được giới truyền thông hoan nghênh. Tạp chí trò chơi điện tử Nhật Bản là Famitsu và Famitsu PS2 đã trao cho game số điểm gần như tuyệt đối là 39/40. Một tạp chí game khác của Nhật Bản là The Play Station cho trò chơi này số điểm 29/30. Famitsu, Famitsu PS2 và The Play Station bày tỏ những phản hồi đặc biệt tích cực đối với cốt truyện, đồ họa và cắt cảnh game. Trò chơi duy trì số điểm 92/100 trên Metacritic. Nhà sản xuất Hashimoto Shinji nhận xét rằng Final Fantasy X nhìn chung được đánh giá là "xuất sắc". Giới truyền thông dành cho game nhiều lời khen ngợi và trao tặng cho nó một số giải thưởng.
David Smith của IGN hết lời khen ngợi diễn viên lồng tiếng và những đổi mới trong lối chơi, đặc biệt là sự điều chỉnh lại hệ thống chiến đấu và triệu hồi, tùy chọn thay đổi thành viên trong nhóm ngay tại trận chiến, cũng như hệ thống quản lý kho đồ và phát triển nhân vật. Ông cũng cảm thấy rằng đồ họa của Final Fantasy X có sự cải thiện so với những phần Final Fantasy trước về mọi mặt và nhìn chung, game này là "game có đồ họa đẹp nhất trong series [và] cũng là game có lối chơi tốt nhất". Greg Kasavin của GameSpot ca ngợi tình tiết truyện của trò chơi là phức tạp đến không ngờ, kết thúc đâu vào đấy và tránh được sự rập khuôn của game nhập vai một cách đáng tuyên dương, với Tidus được xem như nhân vật chính có sức thu hút. Ông cũng khen ngợi âm nhạc của Final Fantasy X là "đa dạng và phù hợp với nhiều loại ngữ cảnh trong trò chơi". Tương tự như vậy, GamePro mô tả hệ thống xây dựng nhân vật và hệ thống chiến đấu của game là "hai trong số những cải tiến tuyệt nhất của series [Final Fantasy]". Raymond Padilla của GameSpy khen ngợi chất lượng hình ảnh trong trò chơi là "đỉnh của đỉnh", cũng như dành lời khen cho hình mẫu nhân vật, cảnh nền, phim cắt cảnh và hoạt ảnh. Game Revolution thì khen ngợi dàn diễn viên lồng tiếng, ghi nhận hầu hết đều "trên mức trung bình", và gọi âm nhạc của game là "phong phú".
Edge đánh giá thấp Final Fantasy X một cách đáng kể, chỉ trích nhiều khía cạnh của trò chơi là nhạt nhẽo và thiếu sáng tạo. Tạp chí cũng chỉ ra rằng đối thoại giữa nhân vật trong game cứ như là "lợm giọng", đồng thời hướng sự phê bình vào Tidus. Andrew Reiner của Game Informer chỉ trích sự tuyến tính trong trò chơi, cho rằng người chơi không còn có thể trải nghiệm đi khắp thế giới bằng Chocobo hay điều khiển tàu bay nữa. Tom Bramwell của Eurogamer lưu ý rằng những minigame giải đố trong Final Fantasy X là "phát nản" và "thừa thãi", Sphere Grid thì "đẹp thật đấy" nhưng nó chiếm quá nhiều dung lượng của trò chơi. GamePro thì lại nhận xét tích cực về sự tuyến tính của game, tuyên bố rằng người chơi sẽ không bắt buộc phải tham gia vào nhiệm vụ phụ hay minigame để kết thúc trò chơi, một vài trò trong đó không hề hấp dẫn. Game Revolution phàn nàn rằng không thể bỏ qua các đoạn cắt cảnh, một số thậm chí còn quá dài.

### Giải thưởng
Final Fantasy X đã nhận được giải thưởng Trò chơi xuất sắc nhất tại Giải Game Nhật Bản trong năm 2001–2002. Tại "Giải Trò chơi hay nhất và tệ nhất" của GameSpot vào năm 2001, Final Fantasy X đứng thứ 7 trong hạng mục "Top 10 trò chơi điện tử của năm", đồng thời giành giải "Cốt truyện hay nhất" và "Trò chơi nhập vai xuất sắc nhất". Độc giả của tạp chí Famitsu bình chọn game này là game hay nhất mọi thời đại vào đầu năm 2006. Theo xếp hạng của IGN, Final Fantasy X đứng thứ năm trong danh sách "25 trò chơi PS2 tốt nhất mọi thời đại" vào năm 2007 và thứ sáu trong "10 trò chơi PS2 có đồ họa đẹp nhất mọi thời đại". Trong danh sách tương tự của GameSpy, trò chơi này đứng ở vị trí thứ 21. 1UP.com đã liệt phần sự thật hé lộ ở giai đoạn cuối game là spoiler bất ngờ thứ ba trong số những trò chơi điện tử hiện có, trong khi IGN xếp phần kết là phim cắt cảnh kết xuất trước tốt thứ năm. Theo Bình chọn của độc giả do IGN thực hiện vào năm 2006, Final Fantasy X được xếp là trò chơi điện tử hay thứ 60. Gamasutra cũng xếp game này vào danh sách 20 trò chơi nhập vai cốt yếu của Nhật Bản. Nó cũng đứng thứ 43 trong danh sách "200 trò chơi hay nhất mọi thời đại" của Game Informer. Năm 2004, GameFAQs liệt Final Fantasy X là một trong những trò chơi hay nhất từng được tạo ra. Vào tháng 11 năm 2005, GameFAQs cũng xếp game này ở vị trí thứ 12 trong số những "Trò chơi hay nhất từ trước tới nay". Trong đánh giá tổng quan về series Final Fantasy, cả GamesRadar và IGN đều liệt kê Final Fantasy X là phần hay thứ 4. Tại Lễ trao giải Thành tựu Tương tác thường niên lần thứ sáu vào năm 2003, trò chơi được đề cử cho hạng mục "Thành tựu xuất sắc trong lĩnh vực hoạt hình" và "Trò chơi nhập vai Console của năm". Vào cuối năm 2007, Sách kỷ lục Guinness thế giới vinh danh Final Fantasy X là game nhập vai bán chạy thứ 9. Độc giả từ GameFaqs cũng bình chọn nó là Trò chơi của năm trong năm 2001. Năm 2008, độc giả của tạp chí Dengeki bình chọn game là trò chơi hay thứ hai từng được thực hiện. Trong cuộc thăm dò độc giả của Famitsu và Dengeki về những trò chơi gây xúc động nhất mọi thời đại, Final Fantasy X xếp ở vị trí thứ nhất. Cả Tidus và Yuna đều là những nhân vật nổi tiếng trong các trò chơi nói chung do cá tính và mối quan hệ lãng mạn của họ.

## Di sản
Do Final Fantasy X đạt được thành công cả về mặt phê bình lẫn thương mại nên Square Enix quyết định phát hành phần nối tiếp với tựa đề Final Fantasy X-2 vào năm 2003. Phần tiếp theo lấy bối cảnh hai năm sau khi Final Fantasy X kết thúc, mục đích là để cho người chơi tiếp tục được trải nghiệm thế giới Spira cũng như giải quyết kết thúc còn dang dở ở phần trước. Mặc dù phần tiếp theo không bán chạy như bản gốc, 5,4 triệu bản so với hơn 8 triệu bản, nhưng nó vẫn có thể được xem như một thành công thương mại. Việc tựa game trở nên nổi tiếng đã khiến cho Kitase Yoshinori và Nojima Kazushige quyết định thiết lập nên mối liên hệ về mặt cốt truyện giữa Final Fantasy X với Final Fantasy VII, một tựa game thành công khác của dòng Final Fantasy. Vào năm 2013, sau khi phát hành HD Remaster, Nojima nói rằng ông muốn làm phần thứ 3 cho Final Fantasy X nếu nhiều người chơi có nhu cầu. Minigame blitzball cũng xuất hiện trong những phần khác của loạt Final Fantasy, chẳng hạn như Final Fantasy X-2. Đội ngũ sản xuất cũng từng muốn đưa blitzball vào Final Fantasy XIV: A Realm Reborn nhưng không biết nên thực hiện thế nào.
Những cải tiến trong việc thể hiện cảm xúc nhân vật một cách chân thật trong Final Fantasy X thông qua lồng tiếng và biểu cảm khuôn mặt đã trở thành yếu tố không thể thiếu trong các phần sau của loạt Final Fantasy. Một số tựa game thuộc series như Final Fantasy X-2 , Dirge of Cerberus: Final Fantasy VII, Final Fantasy XII, XIII (kể cả phần nối tiếp) và XV đều sử dụng công nghệ này. Sự chuyển đổi sang môi trường 3D thời gian thực thay vì bản đồ overworld cũng trở thành tiêu chuẩn mới của series. Final Fantasy X cũng có thể được coi là tiên phong trong việc sử dụng bản đồ RPG 3-D.
Theo nhà sản xuất của Square Enix là Hashimoto Shinji, việc cosplay nhân vật dần trở nên phổ biến. Đạo diễn của Dissidia Final Fantasy NT là Kujiraoka Takeo xem Final Fantasy X là tác phẩm mà ông yêu thích của loạt trò chơi. Với ông, trò chơi này có tác động mạnh đến cảm xúc người chơi cũng như có thể khiến game thủ mất hơn 100 giờ để hoàn thành hết. Khi bàn về tính khả thi của việc ra mắt X-3, Kujiraoka nói rằng nhiều người hâm mộ muốn đưa tạo hình của Tidus và Yuna ở audio drama Final Fantasy X -Will- vào trong thiết kế. Lúc ông bàn chuyện này với Nomura, Nomura chỉ nói rằng "trước hết cần phải tạo ra X-3 rồi mới tính chuyện sau đó".